# Щербак Микола Миколайович
Мико́ла Микола́йович Щерба́к (31 жовтня 1927, Київ — 27 січня 1998, Київ) — український зоолог, герпетолог, природоохоронець, член-кореспондент НАН України (1992), професор (1982), доктор біологічних наук (1972), заслужений діяч науки і техніки УРСР (1987), лауреат Премії АН УРСР імені Д. К. Заболотного (1977).

## Життєпис
Народився 31 жовтня 1927 року в Києві. У 1945—1948 роках навчався в Київському державному університеті на біологічному факультеті. У 1948 році засуджений «Особым совещанием» за статтями 54-1а та 54-11 Карного кодексу УРСР у справі Київського міського проводу ОУН, організованого серед студентів і молоді міста. По справі проходило 15 осіб (І. Велігурський, П. Бенедюк, О. Гордійчук, І. Пронькін, І. Денисенко, Г. Гавдьо, Ю. Гайдук, Е. Хоменко, Г. Підоплічко, А. Марченко. Ю. Лісняк, М. Щербак, Н. Дейнеко, Л. Марченко, В. Тимченко). До 1954 року відбував покарання у Дубравлазі (Мордовія, Потьма) (в'язень № Ч-995). З 1955 по 1957 рік продовжив навчання у Київському університеті.
З 1958 року — старший лаборант відділу зоології хребетних Інституту зоології АН УРСР. У тому ж році здійснив свій перший експедиційний виїзд у Ленкоранську низину (Азербайджан) для збору матеріалу для Зоологічного музею. У 1959—1962 роках — аспірант відділу зоології хребетних Інституту зоології АН УРСР. У 1963 році в Ленінградському університеті захистив кандидатську дисертацію на тему «Герпетофауна Криму та її зоогеографічний аналіз». 1963 року присуджено науковий ступінь кандидата біологічних наук. З 1964 року — старший науковий співробітник відділу зоології, керівник неструктурного підрозділу Зоологічного музею, з 1965 року — завідувач відділом Інституту зоології. У 1967 році в Зоологічному музеї була відкрита нова експозиція, створена під керівництвом та за участю Миколи Щербака. У 1972 році в Інституті зоології АН УРСР захистив докторську дисертацію на тему «Ящірки роду Eremias Палеарктики». У 1973 році йому було присуджено науковий ступінь доктора біологічних наук.
У 1977 році нагороджений Премією АН УРСР імені Д. К. Заболотного за цикл робіт «Систематика, екологія і паразитофауна плазунів Палеарктики». У 1982 році йому було присвоєно вчене звання професора, в 1987 році — почесне звання Заслужений діяч науки і техніки УРСР. 25 листопада 1992 року обраний членом-кореспондентом Академії наук України.

Могила Миколи Щербака

Помер 27 січня 1998 року у 70-річному віці у Києві. Похований разом із дружиною на Байковому кладовищі (ділянка № 52, 50°25′19.02″ пн. ш. 30°30′22.26″ сх. д. / 50.4219500° пн. ш. 30.5061833° сх. д.).
Дружина — відома науковиця-зоолог професор Галина Йосипівна Щербак (до шлюбу Піряник). Молодший брат Юрій — відомий лікар і письменник, професор. Племінник Ярослав, лікар-кардіолог, помер у 2020 році від коронавірусної хвороби 2019. Племінниця — Богдана.

## Наукова робота
Найперший інтерес для дослідника являла фауна Криму, зокрема його герпетофауна, яка характеризується наявністю низки ендемічних видів та підвидів (зокрема, кримський гекон, полоз леопардовий, ящірки кримська та скельна).
Кандидатська дисертація: «Герпетофауна Криму та її зоогеографічний аналіз» (1963).
Докторська дисертація: «Ящірки роду Eremias Палеарктики» (1972).
М. М. Щербак описав низку нових родів, видів та підвидів земноводних та плазунів.
Повний перелік описаних таксонів тут [Архівовано 4 березня 2016 у Wayback Machine.]
Під його керівництвом захищено 23 кандидатських дисертації (Тертишніков М. Ф., Щербань М. І., Писанець Є.М, Гончаренко Г. Є., Пекло О. М., Сатторов Т., Голубєв М. Л., Заброда С.М., Бадмаєва В. І., Котенко Т. І., Єремченко В. К., Доценко І. Б., Ахматов С., Таращук С. В., Манило В. В., Зиков О. Є., Токар А. А., Мищенко Ю. В., Чикін Ю. О., Фентисова Т., Селюнина З. В. та Сартаєва Х. М.). Був науковим консультантом двох докторських дисертацій (Тертишніков М. Ф. та ПисанецьЄ. М.). Останній з його учнів і докторантів — професор Євген Писанець — очолював Зоологічний музей ННПМ НАНУ і Українське герпетологічне товариство.
Автор 9 монографій з герпетології. Редактор другого видання Червоної книги України (1994).

### Наукові публікації
Всього список його праць включає 232 наукових робіт та 90 науково-популярних публікацій.
Монографії:
- Земноводные и пресмыкающиеся Крыма. — К. Наук. думка, 1966. — 240 с.
- Ящурки Палеарктики — К.: Наук. думка, 1974. — 296 с.
- Каталог африканских ящурок — К.: Наук. думка, 1975. — 84 c.
- Определитель земноводных и пресмыкающихся фауны СССР /А. Г. Банников, И. С. Даревский, В. Г. Ищенко, А. К. Рустамов, Н. Н. Щербак М.-Л.: Просвещение. 1977, — 416 c.
- Земноводные и пресмыкающиеся Украинских Карпат / Н. Н. Щербак М. И. Щербань -К.: Наук. думка, 1980. — 268 с.
- Гекконы фауны СССР и сопредельных стран / Н. Н. Щербак, М. Л. Голубев. — К.: Наук. думка, 1986. — 232 с.
- Аблефаридные ящерицы фауны СССР и сопредельных стран / В. К. Еремченко, Н. Н. Щербак. — Фрунзе: Ылым, 1986. — 172 с.
- Gecko fauna of the USSR and contiguous regions / N.N/ Shcherbak, M. Golubev // Contributions to Herpetology 1996. V. 13. Soc. for the study of Amphibias and Reptiles (SSAR). Ithaca. New.York. — 233 p.
- Guide to the Reptiles of Eastern Palearktic — Malabar, Florida Krieger Publ. Co. 2003. — 260 P.

### Описані види рептилій
- Darevskia lindholmi (Szczerbak, 1962) (не був описаний як новий вид, але перше використання цієї назви є nomen nudum і тому назва використовується зараз з цим авторством, коли вона вперше супроводжувалася морфологічним описом)
- Eremias kopetdaghica Szczerbak, 1972
- Eremias andersoni Darevsky & Szczerbak, 1978
- Tenuidactylus turcmenicus (Szczerbak, 1978)
- Teratoscincus rustamowi (Szczerbak, 1979)
- Altiphylax levitoni (Golubev & Szczerbak, 1979)
- Altiphylax mintoni (Golubev & Szczerbak, 1981)
- Altiphylax tokobajevi (Eremchenko & Szczerbak, 1984)
- Eremias afghanistanica Böhme & Szczerbak, 1991
- Gekko badenii Szczerbak & Nekrasova, 1994
- Cyrtodactylus paradoxus (Darevsky & Szczerbak, 1997)

## Пам'ять
Зоологічний музей Національного науково-природничого музею НАНУ носить ім'я Миколи Миколайовича. Іменем Миколи Миколайовича названо Українське герпетологічне товариство.

### Види рептилій названі на честь М.М.Щербака
- Darevskia szczerbaki (Lukina, 1963)
- Alsophylax szczerbaki Golubev & Sattarov, 1979
- Eremias szczerbaki Jeremčenko, Panfilov, & Zarinenko, 1992
- Emydocephalus szczerbaki Dotsenko, 2011